# Tetyana Smyrnova
Tetyana Smyrnova (ukrainska: Тетяна Смирнова), född 22 oktober 1987, är en ukrainsk längdåkare och skidskytt.

## Meriter
- Silver vid paralympiska vinterspelen 2006, skidskytte 12,5 km synskadade